# Six Flags Power Plant
Six Flags Power Plant est un ancien parc de loisirs en intérieur qui était situé à Baltimore, Maryland (États-Unis).
Situé dans le quartier Inner Harbor de Baltimore, dans le bâtiment Pratt Street Power Plant (en), ancienne centrale électrique de la ville, il s'agissait de la deuxième tentative de Six Flags dans un parc d'attractions couvert après AutoWorld. Il a eu un peu plus de succès, mais a également fermé ses portes après quelques années d'exploitation. Le site du parc a été réaménagé en un Hard Rock Cafe, Barnes & Noble (fermé en 2020), Gold's Gym (fermé en 2010) et le premier emplacement ESPN Zone au monde (fermé en 2010; remplacé par Phillips Seafood (en)).

## Histoire

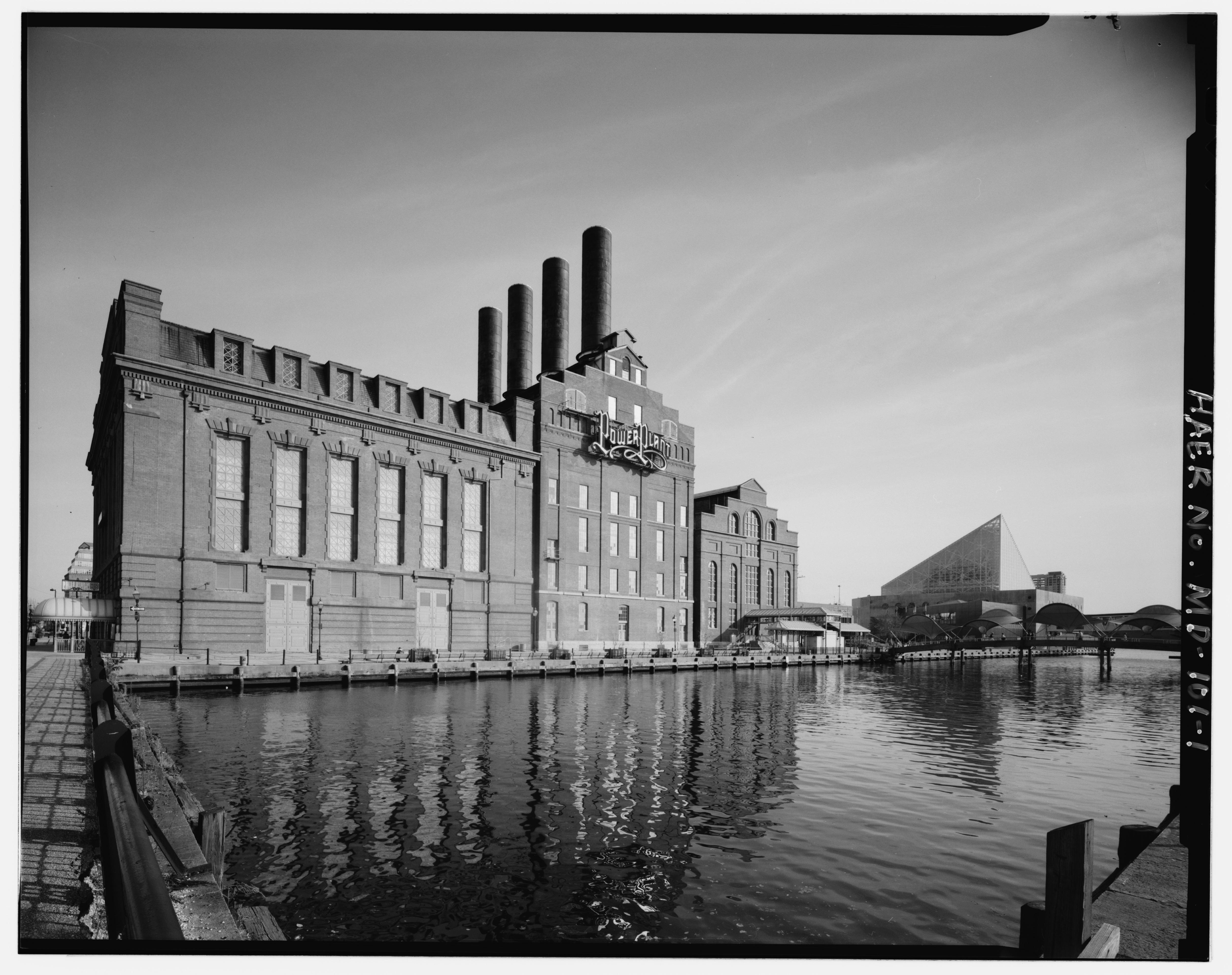
Bâtiment Pratt Street Power Plant à la fin des années 1970.

Dans les années 1980, Six Flags décide d'utiliser sa marque pour développer de nouveaux types de lieux de loisirs et réalise de nombreuses études de marché pour ouvrir des centres de divertissement urbains. Leur premier projet Six Flags AutoWorld ouvre dans le Michigan en 1984 et Six Flags Power Plant dans le Maryland en 1985. L'objectif annoncé est de créer un lieu de divertissement, de restauration et shopping, mais sans attraction mécanique. 
Une équipe créative est constituée dont l'architecte américain Jon Jerde, les chefs de projet Anthony (Tony) Christopher (en) et Gary Goddard de la société Landmark Entertainment Group (en) et d'autres artistes comme George Wade, Herb Ryman, Joe DeMeis, James Michaelson, Collin Campbell, Marc Davis, Al Bertino, Claudio Mazzoli, Eddie Sotto (en) ou Eddie Martinez ayant des expériences dans les groupes Six Flags, Universal ou Disney.
L'équipe créative s'est inspiré de l'architecture industrielle de l'ancienne centrale électrique pour proposer une thématique globale inspirée de l'univers des récits de Jules Verne. Ils créent le personnage fictif du professeur Phineas Flagg, inspiré de Jules Verne, H. G. Wells et P. T. Barnum,.
Malgré les relance de l'équipe créative auprès des dirigeants de Six Flags pour ajouter des attractions, ceux-ci sont restés fermes dans leur décision. Le lieu proposait cependant des animations comme le Magic Lantern Theatre (spectacle d'animatroniques), The Laboratory of Wonders (walk-through), The Circus of the Mysterious et The Sensorium (cinéma dynamique multisensoriel),.
Le film 4D, réalisé par Keith Melton spécifiquement pour Six Flags Power Plant, comprenait un système de son à plusieurs pistes, des sièges bodysonic et Scent-a-Vision (une série d'odeurs diffusées en synchronisation avec le film). Il est considéré comme le premier film 4-D au monde,.Le parc ouvre ses portes le 1er juillet 1985. Le manque d'attractions pour un lieu de divertissement sous un nom Six Flags aura finalement raison du concept. Malgré la programmation de concerts et la baisse des tarifs d'entrée, Six Flags Power Plant ferme ses portes en janvier 1990.